# Sergej Prokofjev
Sergej Sergejevitsj Prokofjev (ook Prokofiev gespeld; Russisch: Серге́й Серге́евич Проко́фьев) (Sontsivka, 23 april 1891 – Moskou, 5 maart 1953) was een Russisch componist en pianist.

## Biografie

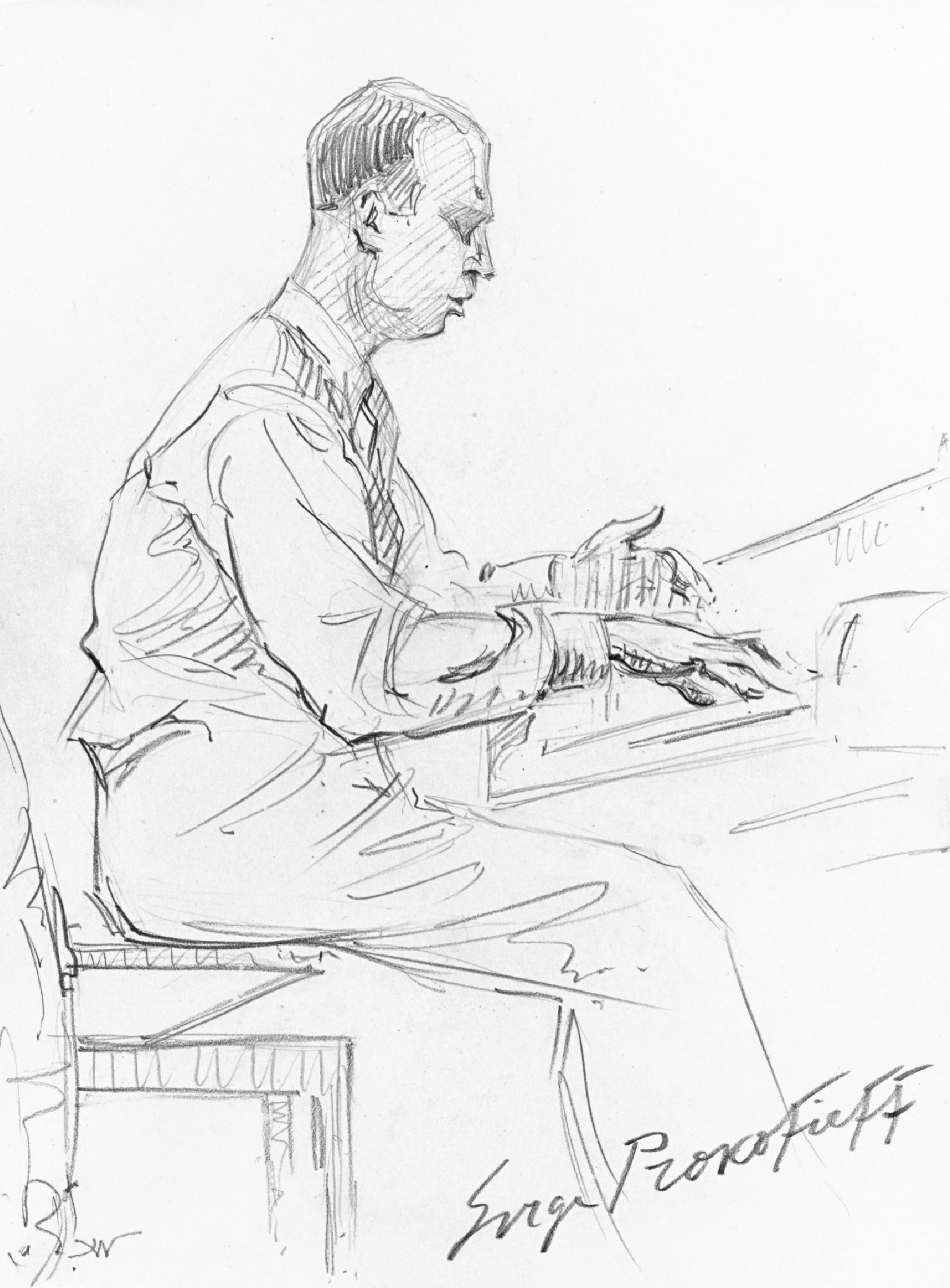
Prokofjev speelt zijn 3e pianoconcert (tek. Hilda Wiener)

Prokofjev werd geboren op een landgoed in het gouvernement Jekaterinoslav in het huidige Oekraïne en kwam tijdens zijn jeugd veelvuldig in contact met muziek onder meer onder invloed van zijn moeder die hem niet zelden meenam naar de opera. Prokofjev studeerde vanaf 1903 aan het Conservatorium van Sint-Petersburg bij onder anderen Nikolaj Rimski-Korsakov en Anatoli Ljadov. Hij werd er opgeleid als componist, pianist en dirigent. Aanvankelijk maakte Prokofjev vooral naam als pianist. In 1918 week hij uit naar de Verenigde Staten, maar hij redde het daar niet wegens de grote concurrentie met een andere Russisch componist Sergej Rachmaninov en vertrok in 1920 naar Parijs. Ook in Parijs had hij moeite om te wedijveren met een andere Russische componist Igor Stravinsky en zijn concertreizen brachten hem in 1927 voor het eerst terug naar de Sovjet-Unie, die hem in 1936 definitief teruglokte en waar hij in maart 1953 overleed, overigens op dezelfde dag als Stalin. Door de grote volkstoeloop na het nieuws van Stalins dood kon het lichaam van Prokofjev pas dagen later uit zijn huis worden gehaald.
Prokofjev wordt gerekend tot de grote Russische componisten van de twintigste eeuw, hoewel hij geen groot vernieuwer was. In de vorm van zijn werken hield hij zich doorgaans streng aan de klassieke voorbeelden; zijn harmoniek is – expressieve dissonanten en incidentele bitonaliteit daargelaten – gericht op de klassieke tonaliteit. Uitgesproken neoclassicistisch is hij alleen in zijn populaire Klassieke symfonie, zijn eerste, die uit 1917 dateert. Sommige van zijn werken doen hem kennen als een humorist, ofschoon hij ook ernstige paden bewandelde.

## Werken
Een bij kinderen zeer populair stuk van Prokofjev is het muzikale sprookje Peter en de wolf. Tot zijn vele bekende werken behoren ook het Tweede en Derde pianoconcert, de beide vioolconcerten, de zeven symfonieën, de opera's De liefde voor de drie sinaasappels en Oorlog en vrede (naar de roman van Tolstoj), de balletmuziek (vooral Romeo and Juliet naar het theaterstuk van Shakespeare), de cantate Alexander Nevski (filmmuziek van de gelijknamige film door Sergej Eisenstein) en de Sinfonia concertante voor cello en orkest. Onder druk van de Sovjet-partijleiding tijdens de Stalin-periode componeerde hij ook socialistisch-realistische werken, zoals de Cantate voor de 20e verjaardag van de Oktoberrevolutie.
Prokofjev heeft veel pianocomposities op zijn naam staan, waaronder negen pianosonates. Hoewel hij ontkende geïnspireerd te zijn door Rachmaninov, is in zijn pianomuziek toch een groot aantal verwijzingen naar diens werk te horen. Uit zijn dagboeken blijkt Prokofjev's bewondering voor Rachmaninovs composities en hij was gevoelig voor diens kritiek op zijn werk.
Ter ere van Prokofjevs 100ste geboortedag is in 1991 in de Sovjet-Unie een herinneringsmunt van 1 roebel met zijn beeltenis erop uitgebracht.

## Publicaties
- Aus meinem Leben (Uit mijn leven). Die Arche, 1962. 128 p., Duitse vert. Willi Reich.
- Dagboek 1907 - 1933. Een keuze. Privé-domein 264, Arbeiderspers, 2007, 432 p., vert. Arie van der Ent. ISBN 978-90-2956430-4

- Bibsys: 90111703
- Biblioteca Nacional de España: XX904538
- Bibliothèque nationale de France: cb13898702c (data)
- Catàleg d'autoritats de noms i títols de Catalunya: 981058519756006706
- CiNii: DA05342067
- Gemeinsame Normdatei: 118596721
- International Standard Name Identifier: 0000 0001 2138 9711
- Library of Congress Control Number: n80020330
- Nationale Bibliotheek van Letland: 000035364
- MusicBrainz: 0e43fe9d-c472-4b62-be9e-55f971a023e1
- Bibliotheek van het Japanse parlement: 00473354
- Nationale Bibliotheek van Tsjechië: jn19990210508
- Nationale bibliotheek van Australië: 36175521
- Nationale Bibliotheek van Israël: 987007266866205171
- Nationale Bibliotheek van Polen: a0000001627674
- Nationale en Universitaire bibliotheek Zagreb: 000034969
- Nederlandse Thesaurus van Auteursnamen: 069143528
- Istituto Centrale per il Catalogo Unico: RAVV080019
- LIBRIS: 387572
- SNAC: w6jm284v
- Système universitaire de documentation: 030891272
- Trove: 1224288
- Union List of Artist Names: 500351940
- Virtual International Authority File: 71579098
- WorldCat: E39PBJjRYJJtxYb66yRWKjYVmd